# Caieiras
23°21′52″N 46°44′27″T / 23,36444°N 46,74083°T
Caieiras là một thành phố ở bang São Paulo ở Brasil. Thành phố này được thành lập năm 1958. Caieira nằm ở độ cao 781 m. Dân số năm 2006 là 94.985, mật độ dân số là 990,56 người/km² với diện tích 96 km². Thành phố này là một thành phố thành phần của vùng đô thị Đại São Paulo. Theo điêu tra dân số năm 2000, thành phố này có dân số 71.221 người, trong đó dân số đô thị là 68.481 người, nông thôn là 2.740 người, nam giới 35.350 người và nữ giới 35.871 người, tuổi thọ bình quân 72,13 năm.

## Các thành phố giáp ranh
|             | Bắc Franco da Rocha |                 |
| Tây Cajamar | Caieiras            | Đông: Mairiporã |
|             | Nam: São Paulo      |                 |